# Alain Bertrand (homme politique)
Pour les articles homonymes, voir Alain Bertrand et Bertrand.
Alain Bertrand, né le 23 février 1951 à Saint-Juéry (Tarn) et mort le 3 mars 2020 à Mende (Lozère), est un homme politique français.

## Biographie
Père du concept d'hyper-ruralité, Alain Bertrand est maire de Mende et sénateur de la Lozère. Il est membre du Parti socialiste et a longtemps présidé la fédération de pêche de Lozère ainsi que la société Sud de France Export (2004-2011).
Il se présente, pour la seconde fois, en mars 2008, aux élections municipales à Mende, où il gagne avec 51,53 % des suffrages face au député UMP Francis Saint-Léger. Il fait ainsi basculer le chef-lieu de la Lozère à gauche, fait exceptionnel pour cette ville acquise à la droite depuis la Libération et la disparition d'Henri Bourrillon, chef de la Résistance lozérienne. Il avait reçu le soutien de l'ancien maire, le MoDem Jean-Jacques Delmas, anciennement UDF.
Le 25 septembre 2011, il ravit au sortant Jacques Blanc son siège de sénateur avec 173 voix contre 169, soit 50,58 % des voix. Depuis le départ du Sénat de Pierre de Chambrun en 1942, la Lozère n'avait plus eu de sénateur de gauche.
Son élection au Sénat est annulée par le Conseil constitutionnel, le 22 décembre 2011, à la suite d'une requête de son prédécesseur et adversaire, Jacques Blanc. Il retrouve finalement son siège le 18 mars 2012 à la faveur d'une élection partielle : il obtient 59,17 % des suffrages des grands électeurs au premier tour contre 36,69 % pour son principal adversaire, le président UMP du conseil général Jean-Paul Pourquier.
Exclu du PS par Martine Aubry après son soutien à Georges Frêche lors des élections régionales de 2010, il réintègre le PS en 2013 mais continue de siéger au sein du groupe RDSE de sensibilité radicale de gauche.
En juillet 2014, il est l'auteur d'un rapport sur l'hyper-ruralité intitulé Un pacte national en 6 mesures et 4 recommandations pour « restaurer l’égalité républicaine », qui sera remis à la ministre du Logement et de l’Égalité des territoires, Sylvia Pinel.
En avril 2016, Alain Bertrand annonce qu'il démissionne de ses mandats de maire et de président de la communauté de communes,,,. Laurent Suau lui succède à ces deux postes,,. Il continue néanmoins de siéger au conseil municipal et devient le 5e adjoint au maire.
En 2016, il soutient Manuel Valls pour la primaire citoyenne de 2017 et fait partie de son organigramme de campagne. En 2017, il donne son parrainage à l'élection présidentielle à Emmanuel Macron.
Une procédure judiciaire concernant les permis de construire accordėes par Alain Bertrand au cours de son mandat 2008-2016 pour l'agrandissement de l'Hyper U de la ZAC des ramilles est en cours. En effet, la zone de chalandise de Mende avait déjà atteint en 2006 un nombre de m² commerciaux supérieurs aux normes nationales (réf. cdec du 12 septembre 2006).[réf. nécessaire]
Gravement malade, Alain Bertrand décède le 3 mars 2020 à l'hôpital de Mende. Sa suppléante Guylène Pantel lui succède au Sénat.

## Détail des mandats et fonctions
- Sénateur de la Lozère du 25 septembre 2011 au 22 décembre 2011 (annulation de l'élection par le Conseil constitutionnel) et depuis le 18 mars 2012
- Conseiller municipal de Mende depuis 2001
- Conseiller régional (1998-2011)
- Maire de Mende du 21 mars 2008 au 10 mai 2016, réélu en 2014
- Président de la commission Montagne - Élevage - Chasse et Pêche du conseil régional du Languedoc-Roussillon (2004-2011)
- Président de la Communauté de communes Cœur de Lozère (anciennement Haute Vallée d'Olt)